# Pferdetheater

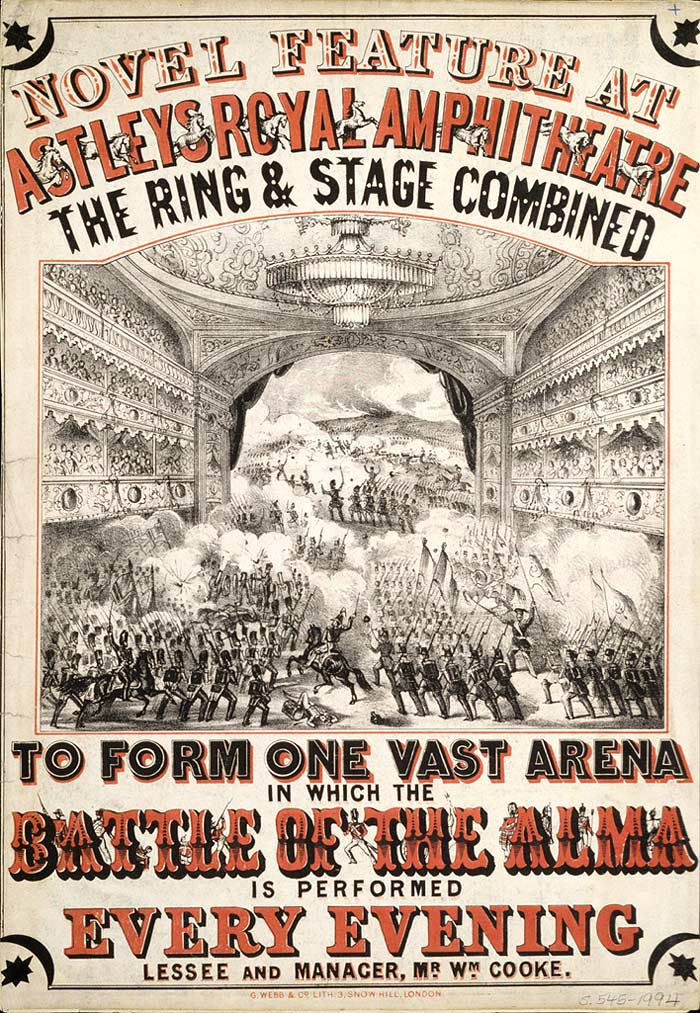
Ein "Hippodrama" in Astley's Amphitheatre London

Das Pferdetheater, die Rosskomödie oder das Hippodrama ist eine Spielart des Melodrams. Vor allem in Abenteuer- und Ausstattungsstücken, die man einst Spektakelstück nannte, wurden im 18. und 19. Jahrhundert Massenszenen mit Pferden auf der Bühne gezeigt, um ihren Sensationswert zu steigern. Dabei verbanden sich Theater und Zirkus. Als Stoffe beliebt waren Schlachten, auch aktuelle Ereignisse wie der Sturm auf die Bastille 1789.
Als einer der ersten führte dies der Londoner Zirkuspionier Philip Astley seit den 1770er-Jahren in sogenannten Pantomimen mit vorwiegend historischen Themen vor. Das Pferdetheater wurde von den Pariser Boulevardtheatern unter Pixérécourt übernommen. Auch vornehmere Bühnenereignisse wie die Grand opéra wurden dadurch beeinflusst. Das Theater an der Wien, um 1800 eines der modernsten deutschsprachigen Theater, hatte viele Rosskomödien im Repertoire. Für Dressurakte stellten sich oft Angehörige der Kavallerie zur Verfügung. Formationsreiten und Voltigieren konnten in diesem Zusammenhang zur Anwendung kommen.
Im bildungsbürgerlichen Theater wurden Tiere auf der Bühne hingegen gering geschätzt. Im 20. Jahrhundert ging das Pferdetheater in das Genre des Mantel-und-Degen-Films und in den Western über.
Pferdetheater heißt auch ein Theaterprojekt, das 2003 von dem belgischen Dressurtrainer und Theatermanne Leon Vermeulen initiiert wurde und seit 2016 über eine feste Spielstätte in Zirkow auf der Insel Rügen verfügt.